# Cyrta orientalis
Cyrta orientalis är en insektsart som beskrevs av Heinrich Christian Friedrich Schumacher 1915. Cyrta orientalis ingår i släktet Cyrta och familjen dvärgstritar. Inga underarter finns listade i Catalogue of Life.